# Saint-Pierre-de-Manneville
Saint-Pierre-de-Manneville ist eine französische Gemeinde mit 884 Einwohnern (Stand: 1. Januar 2022) im Département Seine-Maritime in der Region Normandie. Sahurs gehört zum Arrondissement Rouen und ist Teil des Kantons Canteleu (bis 2015: Kanton Grand-Couronne). Die Einwohner werden Mannevillais genannt.

## Lage
Saint-Pierre-de-Manneville liegt etwa zwölf Kilometer westsüdwestlich von Rouen an der Seine. Umgeben wird Saint-Pierre-de-Manneville von den Nachbargemeinden Quevillon im Norden und Osten, Sahurs im Süden, Caumont im Südwesten, Mauny im Westen sowie Bardouville im Nordwesten.

## Einwohnerentwicklung
| 1962                      | 1968 | 1975 | 1982 | 1990 | 1999 | 2006 | 2013 |
| ------------------------- | ---- | ---- | ---- | ---- | ---- | ---- | ---- |
| 432                       | 442  | 501  | 571  | 728  | 774  | 728  | 801  |
| Quelle: Cassini und INSEE |      |      |      |      |      |      |      |

## Sehenswürdigkeiten
- Kirche Saint-Pierre aus dem 16. Jahrhundert, seit 1914 Monument historique
- Herrenhaus von Villers aus dem 16. Jahrhundert mit Kapelle aus dem 18. Jahrhundert, seit 1997 Monument historique
- Schloss am See

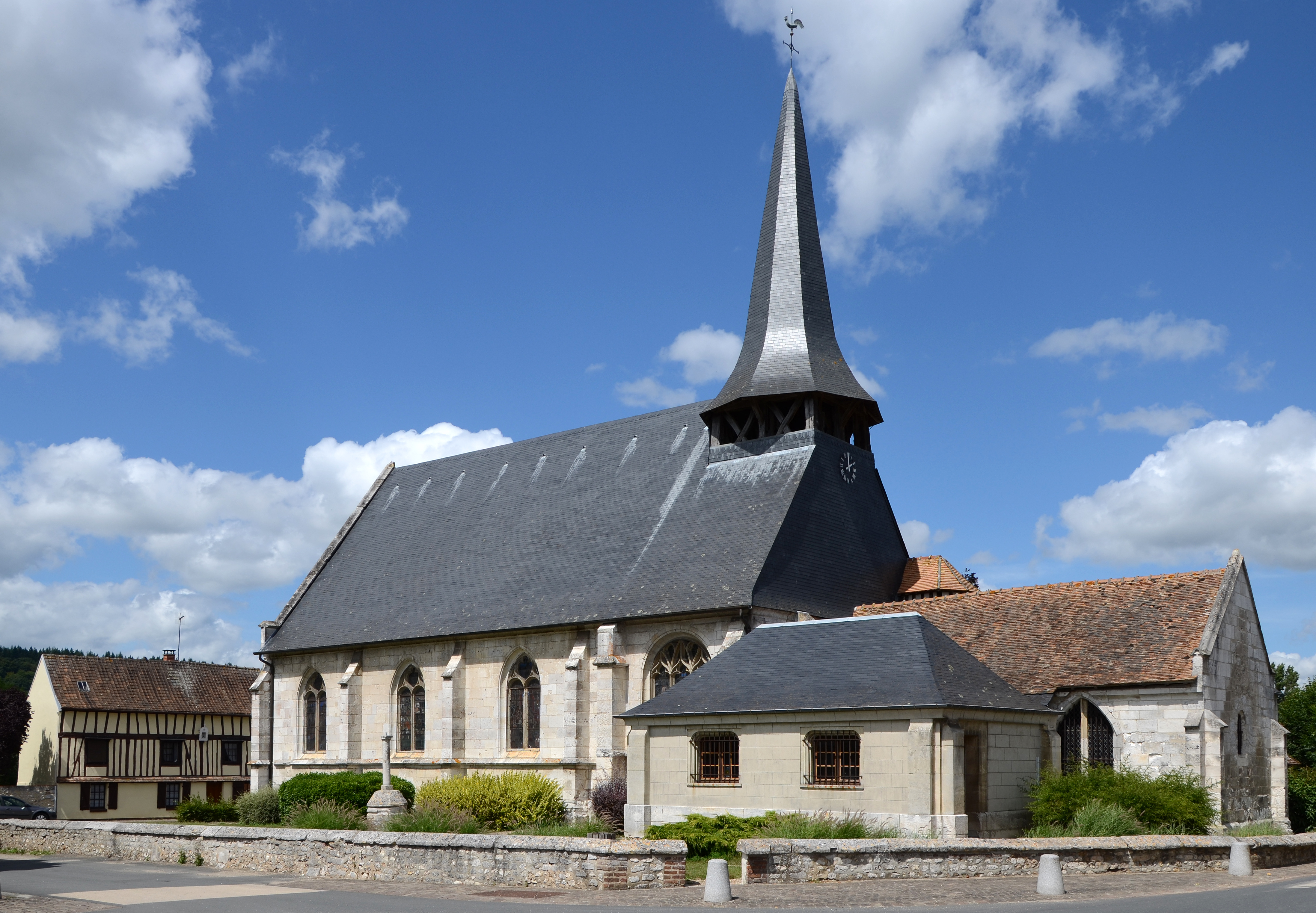
Kirche Saint-Pierre
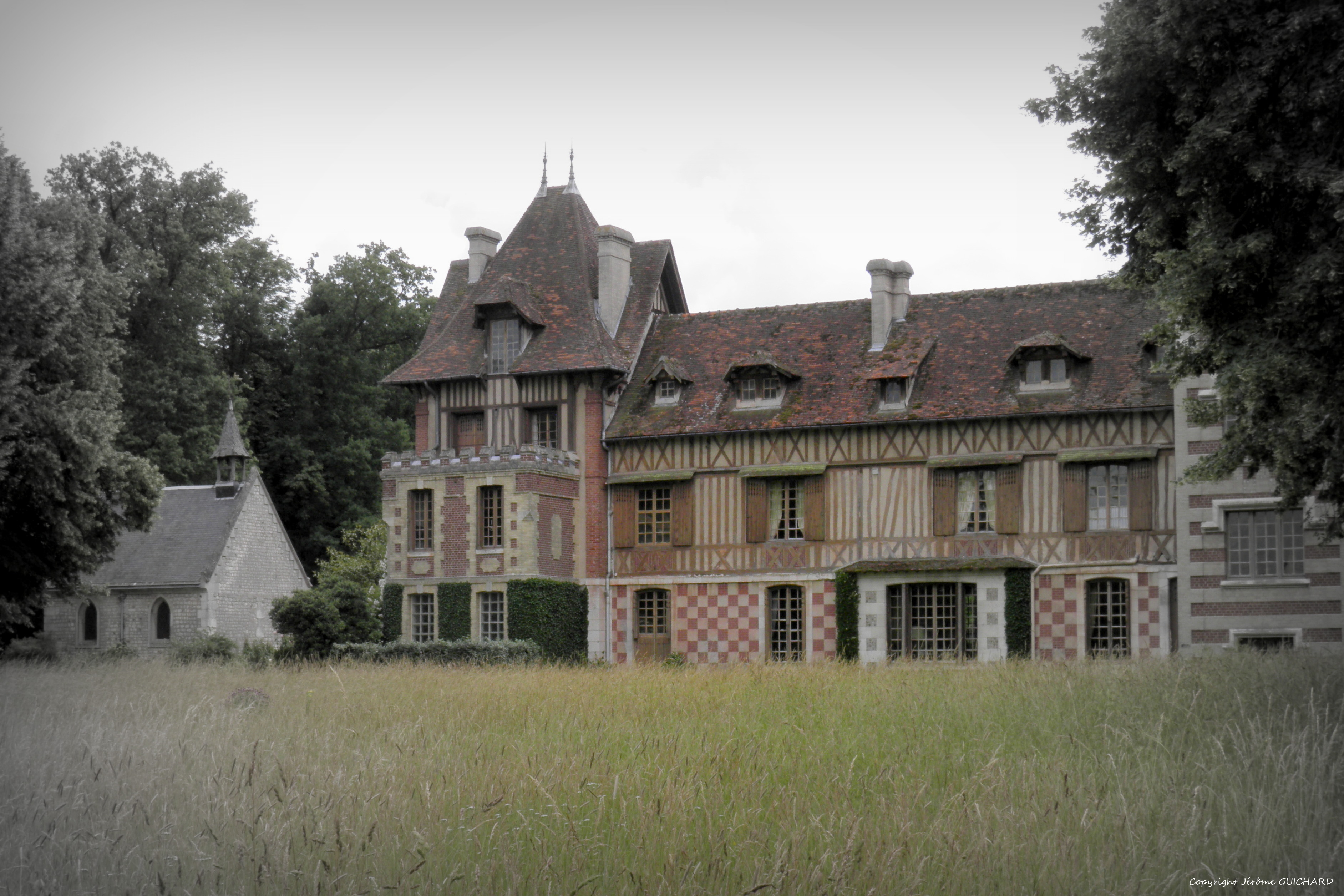
Herrenhaus von Villers
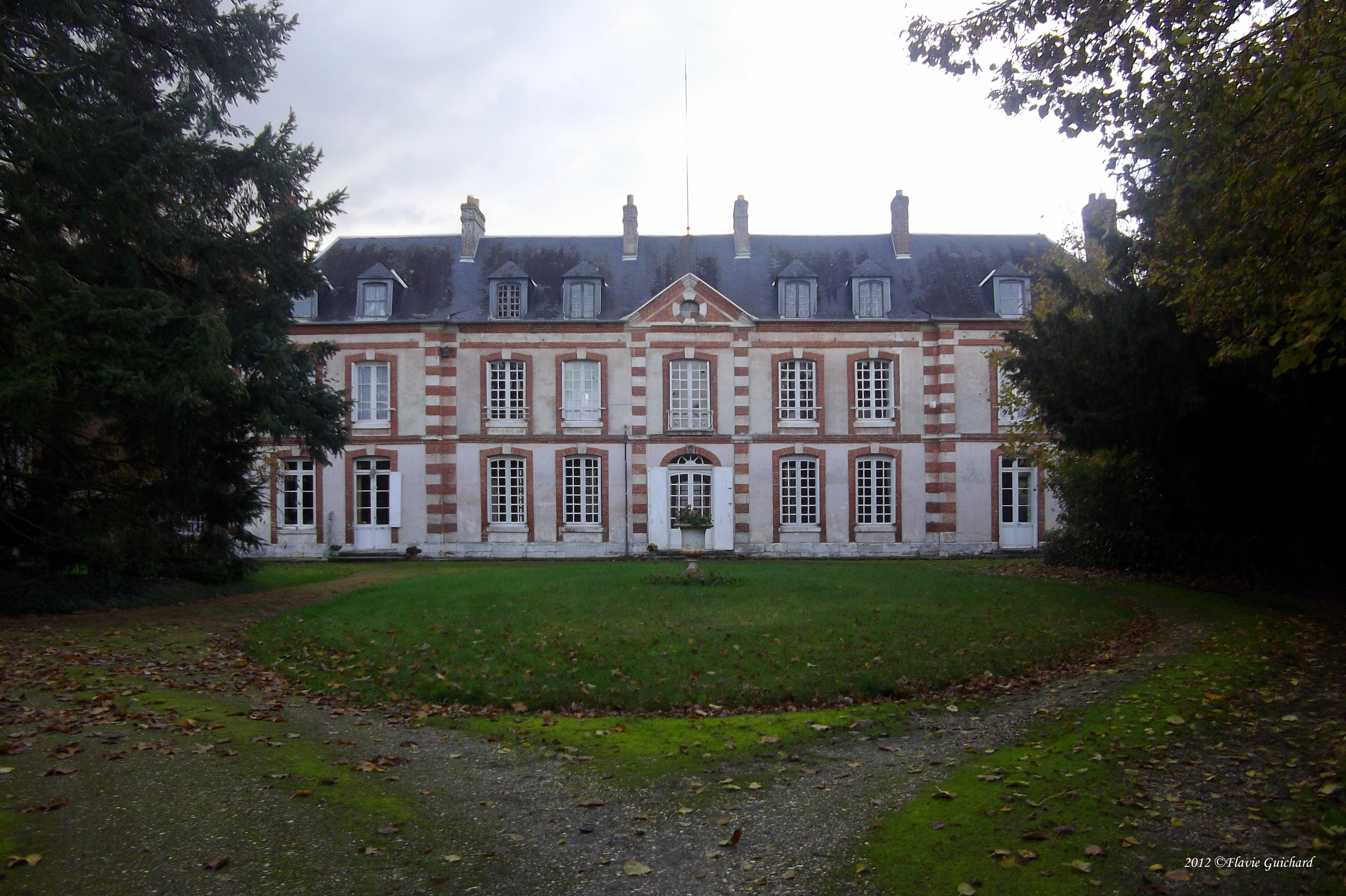
Schloss am See